# Schwaara
Schwaara település Németországban, azon belül Türingiában. Lakosainak száma 131 fő (2023. december 31.).

## Népesség
A település népességének változása:
| Lakosok száma | 132  | 130  | 135  | 130  | 131  |
|               | 2017 | 2019 | 2021 | 2022 | 2023 |